# جرج اسکات (ورزشکار)
جرج اسکات (انگلیسی: George Scott؛ زادهٔ ۲۰ دسامبر ۱۹۶۶) بوکسور اهل سوئد است.